# سفارت اتیوپی در لندن
سفارت اتیوپی در لندن (به انگلیسی: Embassy of Ethiopia) یک منطقهٔ مسکونی و نمایندگی سیاسی این کشور در بریتانیا است که در لندن واقع شده‌است.